# Poslušně hlásím
Poslušně hlásím je československá filmová komedie z roku 1957 v režii Karla Steklého. Jde o pokračování filmu Dobrý voják Švejk z roku 1956, oba díly byly natočeny na základě románu Osudy dobrého vojáka Švejka spisovatele Jaroslava Haška. Film končí bez rozuzlení uprostřed válečné vřavy, stejně jako nedokončený Haškův román.
Válečné scény z filmu se natáčely v oblasti Vojenského újezde Boletice, zejména ve Vitěšovicích. V rámci natáčení filmu byla odstřelena i věž tamního kostel sv. Jana Nepomuckého.

## Obsazení
| Rudolf Hrušínský     | Josef Švejk                  |
| Svatopluk Beneš      | nadporučík Heinrich Lukáš    |
| Josef Hlinomaz       | rechnungsfeldvébl Vaněk      |
| František Filipovský | poručík Dub                  |
| Jaroslav Marvan      | strážmistr Flanderka         |
| Miloš Nedbal         | generálmajor von Schwarzburg |
| Martin Růžek         | hejtman Tayerle              |
| Fanda Mrázek         | závodčí                      |
| Jaroslav Vojta       | starý ovčák                  |
| Alois Dvorský        | tulák                        |
| Jana Kovaříková      | Pejzlarka                    |
| František Černý      | hostinský                    |
| František Šlégr      | Schröder                     |
| Otto Hradecký        | hejtman Ságner               |
| Milan Neděla         | vojín Baloun                 |